# 赤かぶ検事奮戦記
『赤かぶ検事奮戦記』（あかかぶけんじふんせんき）は、和久峻三による法廷ミステリー小説『赤かぶ検事シリーズ』を原作としたテレビドラマシリーズの総称。司法試験を受験して合格したエリートではなく、検察事務官から副検事を経て検事に昇進した特任検事・赤かぶ検事こと柊茂（ひいらぎ しげる）が活躍する。
1980年から1992年まで続いたフランキー堺主演のシリーズ、1994年からは橋爪功に主演がバトンタッチされ、そちらは『新・赤かぶ検事奮戦記』シリーズと呼ばれて区別されている。2009年からは主人公・柊茂が京都地検に転勤したという設定で中村梅雀主演によるリメイクドラマが開始された。

## テレビドラマ・シリーズ

### 製作史
朝日放送(ABC)と松竹によって第1シリーズ全5回が製作され、1980年10月にテレビ朝日系列で金曜日夜9時から1時間枠で放送された。原作同様に既存の推理ものドラマを覆す面白さが受け入れられて、以後この金曜夜9時の時間枠において1985年までに計4作のシリーズ、90年代はじめに3本のテレビスペシャル、そして1992年にタイトルを「赤かぶ検事の逆転法廷」と変更したシリーズ正統な連続ドラマなどで、赤かぶ検事役のフランキー堺とその古女房役の春川ますみは固定しながらドラマの舞台やレギュラーを変えつつもティストを崩さずに作られていた。

### ドラマの特徴
素人探偵が犯人に崖で自白させて解くような現在の凡百の推理モノのドラマとは異なり、叩き上げの赤かぶ検事が一癖も二癖あるエリート弁護士との法廷対決から苦節何十年の経験と法律知識を駆使して解き明かすことからくる、納得がいく面白さ。そして毎回一話完結でテンポよく進んだ。これは原作のほうの「赤かぶ検事シリーズ」初期における一話あたりの長さが中編というスタイルなため功を奏したと言えよう。
また、原作初期の幾話かだけ取り入れられた、弁護士ではあるが実の娘の葉子との法廷親子対決が毎回のように描かれる。その葉子役はシリーズごとに替わり、ドラマの舞台となる“宮仕え”の赤かぶ検事の赴任先と共に毎シリーズごとの売りものとなった。
音楽は渡辺岳夫の手によるもので、緊迫したものからコミカルなものまで多彩なものとなっている。エンディングで古い街並みなどをバックに流れるテーマソングは、「赤かぶ検事」というキャラを意識したのか明るめの曲調である（これらの音楽は「新・赤かぶ検事奮戦記」でも使用されている）。

### 赤かぶ検事の方言
作品の特徴としてまず挙げられるのは、「おみゃあさん」、「……ではにゃあでよ」「……だわ」などの、柊茂と春子が使用する味のある方言である。二人は名古屋出身という設定であり、この方言は名古屋弁（尾張弁）である。しかし、原作及びドラマでの初登場時からしばらくは、物語の舞台となる赤かぶ検事の赴任地が岐阜県高山市であり、二人が初老同士であることや、必ずしも現在実際に使われている名古屋弁とは異なることから、読者や視聴者が彼らが元々岐阜出身であり、その話し言葉も岐阜県のどこかの独特の方言であると錯覚させることとなった。ことに、原作では何編か名古屋出身のことや名古屋在住時代のエピソードに触れられているのに対し、テレビドラマ版ではシリーズを通して名古屋在住時代のことには滅多に触れられていないのも原因と考えられている。

## フランキー堺主演シリーズ一覧

### 赤かぶ検事奮戦記
全5回、1980年10月3日から10月31日まで。
原作どおり、岐阜県高山市に所在する岐阜地方検察庁飛騨支部（架空の支部で実際は高山支部）が舞台。娘・柊葉子役は倍賞千恵子、赤かぶ検事の相棒となる榊田警部補役は森田健作、敵役で敏腕弁護士の法眼正法（ほうがんまさのり）役は沖雅也。親子の法廷対決は第1話と最終回で行われた。
メインキャスト
- 柊茂［赤かぶ検事］：フランキー堺
- 柊春子：春川ますみ
- 榊田警部補：森田健作
- 岡田警部：山本紀彦（第1話～第4話）
- 吉沢事務官：久保にしき
- 裁判長：江見俊太郎
- 赤かぶ売り：松井加容子（第1話 - 第4話）
- 法眼弁護士：沖雅也
- 柊葉子：倍賞千恵子

スタッフ
- 制作：山内久司（朝日放送）
- プロデューサー：大熊邦也、奥田哲雄（朝日放送）、桜井洋三（松竹）
- 脚本：北村篤子、保利吉紀、吉田剛
- 音楽：渡辺岳夫
- 監督：瀬川昌治
- 製作協力：京都映画株式会社
- 制作：朝日放送、松竹株式会社

| 話数  | 放送日          | サブタイトル                   | 原作                                                       | 脚本     | 監督     | ゲスト                                                                                                 |
| ----- | --------------- | ------------------------------ | ---------------------------------------------------------- | -------- | -------- | --- |
| 第1話 | 1980年 10月3日  | 「父は検事、娘は弁護士」       | 「疑わしきは罰せよ」所収 「古銭はもの言わぬ証人」          | 北村篤子 | 瀬川昌治 | 藤木敬士、 田口計、 呉恵美子、 酒井哲、 山田敏久、 奈美悦子                                            |
| 第2話 | 1980年 10月10日 | 「被告人、名無しの権兵衛」     | 「被告人、名無しの権兵衛」 「疑わしきは罰せよ」 共に表題作 | 保利吉紀 | 瀬川昌治 | 梅津栄、 島米八、 池田幸路、 日高久、 山本弘、 邦保、 妹尾和夫、 扇田喜久一                            |
| 第3話 | 1980年 10月17日 | 「小糸坂の白骨」               | 「被告人、名無しの権兵衛」所収 「小糸坂の白骨」            | 吉田剛   | 瀬川昌治 | 天野新士、 杉江廣太郎、 西山辰夫、 海老江寛、 寺下貞信、 山口朱美、 はりた照久、 和久峻三、 赤座美代子 |
| 第4話 | 1980年 10月24日 | 「呪いの紙草履」               | 「呪いの紙草履」                                           | 北村篤子 | 瀬川昌治 | 飛鳥裕子、 長谷川弘、 山村弘三、 松田明、 香野なつみ、 美鷹健児、 小林泉、 松尾勝人、 長門勇           |
| 第5話 | 1980年 10月31日 | 「うごめく蝸牛（かたつむり）」 | 「被告人、名無しの権兵衛」所収 「蝸牛庵の遺産」            | 吉田剛   | 瀬川昌治 | 日高徹夫、 河野実、 吉本真由美、 北見唯一、 岩井友見                                                   |

### 赤かぶ検事奮戦記II
全13回、1981年11月27日から1982年2月26日まで。
引き続き岐阜県高山市が舞台。柊葉子役は片平なぎさに、法眼正法役は勝野洋にチェンジ。ドラマオリジナルの登場人物でマスコットガール的な存在の、赤かぶ検事が通う喫茶店のウェイトレス・あや役に桂木文。
メインキャスト
- 柊茂［赤かぶ検事］：フランキー堺
- 柊春子：春川ますみ
- 榊田警部補：森田健作
- あや：桂木文
- 岡田警部：早崎文司
- 裁判官：永田光男
- 吉沢事務官：美鷹健児
- 喫茶店のママ：山口朱美（第1話-第3話）
- 朝市のおばさん：山村嵯都子（第1話-第2話）
- 法眼弁護士：勝野洋
- 柊葉子：片平なぎさ

スタッフ
- 制作：山内久司（朝日放送）
- プロデューサー：大熊邦也、奥田哲雄（朝日放送）、桜井洋三（松竹）
- 脚本：吉田剛、石森史郎、保利吉紀、鴨井達比古、高橋稔、貞永方久
- 音楽：渡辺岳夫
- 監督：貞永方久、田中徳三、前田陽一、井上梅次
- 製作協力：京都映画株式会社
- 制作：朝日放送、松竹株式会社

| 話     | 放送日         | サブタイトル               | 原作                                                    | 脚本       | 監督     | ゲスト |
| ------ | -------------- | -------------------------- | ------------------------------------------------------- | ---------- | -------- | --- |
| 第1話  | 1981年11月27日 | 「女弁護士に惚れたヤクザ」 | 「殺人許可します」表題作                                | 吉田剛     | 貞永方久 | 三条泰子、栗田陽子、志賀勝 |
| 第2話  | 1981年12月4日  | 「宝くじ殺人事件」         | 「殺人許可します」所収 「狸を燻し出せ」                 | 吉田剛     | 貞永方久 | 遠藤征慈、玉木潤、ひろみどり、山本亘 |
| 第3話  | 1981年12月11日 | 「趣味は泥棒」             | 「盗みは愉し」                                          | 吉田剛     | 田中徳三 | 江幡高志、剣持伴紀、桜京美 |
| 第4話  | 1981年12月18日 | 「奥飛騨慕情父恋し」       | 「長崎居留地二十五番館」所収 「ゼンゼノコ・マンマノコ」 | 石森史郎   | 田中徳三 | 石山雄大、市川靖子、今出川西紀、沖田駿一 |
| 第5話  | 1981年12月25日 | 「火魔走る」               | 「疑わしきは罰せよ」所収 「火魔走る」                   | 保利吉紀   | 前田陽一 | 田島令子、藤木敬士、阿木五郎、南条好輝 |
| 第6話  | 1982年1月8日   | 「ヘアー」                 | 「被告人、名無しの権兵衛」所収 「陰毛」                 | 鴨井達比古 | 前田陽一 | 堀内正美、堂園千秋、古田正志、岡部啓子、川村一代 |
| 第7話  | 1982年1月15日  | 「死人に口あり」           | 「長崎居留地二十五番館」所収 「死人の口」               | 高橋稔     | 田中徳三 | 大竹修造、荒木雅子、溝田繁、芝本正、宮田圭子、楠年明 |
| 第8話  | 1982年1月22日  | 「雪の夜の鬼殺し」         | 「殺人許可します」所収 「鬼ころし」                     | 吉田剛     | 田中徳三 | 二宮さよ子、山口嘉三、山本一郎 |
| 第9話  | 1982年1月29日  | 「坊主めくり」             | 「紅葉の下に猫がいる」表題作                            | 鴨井達比古 | 井上梅次 | 平泉征、松原愛、北見唯一、上村明子、小林泉、芦田鉄雄、紅萬子 |
| 第10話 | 1982年2月5日   | 「被告は娘、検事は父」     | 「盗みは愉し」所収 「魔弓」                             | 貞永方久   | 貞永方久 | 加山麗子、津山栄一、渥美博 |
| 第11話 | 1982年2月12日  | 「悪女が匂う」             | 「紅葉の下に猫がいる」所収 「悪女の手ざわり」           | 鴨井達比古 | 井上梅次 | 高峰圭二（木戸富士夫）、桃山みつる（今川香代）、大竹あかね（山中ユキ）、大木晤郎（今川市郎）、和泉敬子（木戸佐枝子）、小柳圭子（女所長）、峯るみ子（藤木みち子）、北川隆一（田丸）、松尾勝人（鑑識係）                                             |
| 第12話 | 1982年2月19日  | 「九官鳥は偽証する」       | 「盗みは愉し」所収 「九官鳥は偽証する」                 | 吉田剛     | 前田陽一 | 中村孝雄（竹内了介）、石橋雅史（柳原仁七）、桜井浩子（斎藤博美）、河野きよ子（竹内早苗）、道井恵美子（おかみさん）、有島淳平（債権者たち）、泉祐介（債権者たち）、筑波健（柳原の子分）、芝弘（弁護士）、はりた照久（刑事）、葭川浩司（白バイ警官） |
| 第13話 | 1982年2月26日  | 「女の裸が踊る」           | 「呪いの紙草履」所収 「躓きの石」                       | 貞永方久   | 前田陽一 | 高岡一郎（興梠洋介）、茜ゆう子（江原夏子）、海老江寛（中田巧三）、樋代舞子（西側晴子）、日高久（マンション管理人）、田中弘史（刑事調査官）、出水憲司（大川刑事）、真田実（フロント係）、花岡秀樹（弁護士）、茂原初美（女店員）                     |

### 赤かぶ検事奮戦記III
全14回、1983年1月7日から4月8日まで。
原作に沿い、岐阜地検から山口地検に転任して、山口地検下関支部兼萩支部に舞台が移る。前2作に出ていた森田健作が、やはり赤かぶ検事の相棒となる笛吹洞一（うすい ほらかず）検察事務官役として再々登場（第1話タイトル前まで榊田警部補として出演）。葉子役は和泉雅子にチェンジ。敵役となる敏腕弁護士の泉憲正（いずみ のりまさ）役に荻島真一。娘・葉子とその泉は結婚していて一女までもうけている。
高山を舞台にした前2作に比べ、原作とはかなり設定が変えられており、以下は原作にある設定。赤かぶ検事は下関市の下関支部と兼任で通常は同支部にいる。また、森田健作演じる笛吹洞一は原作では萩警察署警部補で、敵役の敏腕弁護士の名前は妙泉憲正（よしずみ のりまさ）。なお、原作の下関・萩編に入ってから葉子の登場はわずか一話ばかりと減る。さらに今シリーズから「赤かぶ検事」シリーズ以外からの和久峻三原作を用いた話もいくつか作られるようになった。
メインキャスト
- 柊茂［赤かぶ検事］：フランキー堺
- 柊春子：春川ますみ
- 笛吹事務官：森田健作
- 歌田部長刑事：山村弘三
- 裁判長：永田光男
- 松崎刑事：田中弘史
- 中尾刑事：安部潮
- 寺内弓枝（笛吹事務官の恋人：バスガイド）：高野洋子
- 泉弥生：高橋芙美子
- 泉弁護士：荻島眞一
- 葉子：和泉雅子

スタッフ
- プロデューサー：奥田哲雄（朝日放送）、桜井洋三（松竹）
- 脚本：吉田剛、鴨井達比古、篠崎好、保利吉紀、石森史郎
- 音楽：渡辺岳夫
- 監督：田中徳三、井上梅次、黒田義之、津島勝、八木美津雄
- 製作協力：京都映画株式会社
- 制作：朝日放送、松竹株式会社

| 話     | 放送日        | サブタイトル                   | 原作                                               | 脚本       | 監督       | ゲスト                                                       |
| ------ | ------------- | ------------------------------ | -------------------------------------------------- | ---------- | ---------- | ------------------------------------------------------------ |
| 第1話  | 1983年1月7日  | 「赤かぶ 萩へ転勤す」          | 「赤かぶ検事転勤す」                               | 吉田剛     | 田中徳三   | 本阿弥周子、芝本正、細川純一                                 |
| 第2話  | 1983年1月14日 | 「犯人は夫か妻か?」            |                                                    | 鴨井達比古 | 田中徳三   | 片桐夕子、藤木敬士、南条好輝、村田みゆき                     |
| 第3話  | 1983年1月21日 | 「シェパード殺人の女」         | 「赤かぶ検事転勤す」所収 「海峡の狐」              | 篠崎好     | 井上梅次   | 大信田礼子、片桐竜次、朝比奈潔子、笹木俊志                   |
| 第4話  | 1983年1月28日 | 「父に犯された娘?」            | 「死者への審判」所収 「嘘の壁」                    | 篠崎好     | 井上梅次   | 西崎みどり、京春上、中村孝雄                                 |
| 第5話  | 1983年2月4日  | 「閃光殺人のツケ」             | 「死者への審判」                                   | 鴨井達比古 | 田中徳三   | 清水めぐみ、荒木雅子                                         |
| 第6話  | 1983年2月11日 | 「賽銭を食う狐と狸」           | 「疑わしきは罰せよ」 所収 「片眼のジャックを追え」 | 吉田剛     | 田中徳三   | 高峰圭二、石山雄大、水原麻紀、田中綾、山口朱美               |
| 第7話  | 1983年2月18日 | 「母ごころを誘拐した犯人」     |                                                    | 吉田剛     | 黒田義之   | 早瀬久美、唐沢民賢、石倉英彦、岩田淳、きたむらあきこ         |
| 第8話  | 1983年2月25日 | 「罠にはまった文学やくざ」     |                                                    | 保利吉紀   | 黒田義之   | 田島令子、丹古母鬼馬二、北條清嗣                             |
| 第9話  | 1983年3月4日  | 「くだけ散った萩焼き」         |                                                    | 石森史郎   | 田中徳三   | 平泉征、佐野アツ子、入江正徳、森下哲夫                       |
| 第10話 | 1983年3月11日 | 「純愛老人に負けた女」         | 「片目の蝿」                                       | 石森史郎   | 田中徳三   | 中島葵、村田正雄、柳原久仁夫、下元年世、河野清子             |
| 第11話 | 1983年3月18日 | 「三年目の疑惑・夫は殺人犯か」 | 「暗黒山林」所収 「三年目の疑惑」                  | 保利吉紀   | 津島勝     | 住吉正博、工藤明子、原口剛、水上保広                         |
| 第12話 | 1983年3月25日 | 「なぜ楊貴妃は首を吊ったか?」  | 「楊貴妃の亡霊」                                   | 鴨井達比古 | 津島勝     | 山内絵美子、西山辰夫、高岡一郎、島村晶子、波田久雄、中山克己 |
| 第13話 | 1983年4月1日  | 「ドクロを抱いて寝る男」       | 「背中から撃たれるな」所収 「髑髏を抱いて寝る男」  | 鴨井達比古 | 八木美津雄 | 小栗一也、西沢利明、宮田圭子、三崎奈美、茜ゆう子             |
| 第14話 | 1983年4月8日  | 「羊水に浮かぶ億万長者」       |                                                    | 石森史郎   | 八木美津雄 | 二宮さよ子、大竹修造                                         |

### 赤かぶ検事奮戦記IV
全10回、1985年11月15日から1986年1月31日まで。
ドラマオリジナルの設定で静岡県浜松市の静岡地方検察庁浜松支部に赴任。しかし、前シリーズ「III」の設定を破棄して葉子は原作通り未婚の独身に戻る（今シリーズもドラマオリジナルの設定があり、便利機具の発明好きで毎回珍発明品を繰り出しては父親を困らせる）。その葉子役に星野知子。葉子が所属する浜松の弁護士会を束ねる大物弁護士の大久保団蔵役に内田朝雄。赤かぶ検事の相棒は二人となり、本多泉検察事務官役の小倉一郎と水野鉄太郎刑事役の竹内力が凸凹コンビのライバルを演じる。
メインキャスト
- 柊茂［赤かぶ検事］：フランキー堺
- 柊春子：春川ますみ
- 本多泉：小倉一郎
- 水野鉄太郎：竹内力
- 大久保弁護士：内田朝雄
- 柊葉子：星野知子
- 大島事務長：芝本正
- 鷲津署長：須永克彦
- 西尾捜査課長：田中弘史
- 裁判長：溝田繁
- 右陪席裁判官：斉藤忠男
- 左陪席裁判官：辻喬二郎
- 秘書：小泉恵美
- 刑事：武知明良

スタッフ
- 脚本：吉田剛、保利吉紀、鴨井達比古、篠崎好、津田幸於、石森史郎
- 音楽：渡辺岳夫
- 監督：山根成之、井上梅次、田中徳三、児玉進
- 製作協力：京都映画株式会社
- 制作：朝日放送、松竹株式会社

| 話     | 放送日         | サブタイトル         | 原作                                        | 脚本       | 監督     | ゲスト |
| ------ | -------------- | -------------------- | ------------------------------------------- | ---------- | -------- | --- |
| 第1話  | 1985年11月15日 | 「夫婦間レイプ裁判」 | 「アリバイは両刃の剣」所収 「夫婦間レイプ」 | 吉田剛     | 山根成之 | 三田和代、石山律雄、山口真代、徳永まゆみ |
| 第2話  | 1985年11月22日 | 「桃色レター裁判」   | 「悪女の証言」所収 「老嬢の呪い」           | 吉田剛     | 山根成之 | 永井秀和、斉藤林子、山口朱美、石倉英彦 |
| 第3話  | 1985年11月29日 | 「自首したキリスト」 | 「新宿のキリスト」                          | 吉田剛     | 山根成之 | 三條美紀、重田尚彦、柿崎澄子、大竹修造 |
| 第4話  | 1985年12月13日 | 「匂いに負けた誘拐」 | 「午前三時の訪問者」                        | 保利吉紀   | 井上梅次 | 中島ゆたか、南条好輝 |
| 第5話  | 1985年12月20日 | 「遺骨を欲しがる女」 | 「悪女の証言」所収 「奇妙な金メダル」       | 鴨井達比古 | 田中徳三 | 小林宏史、高峰圭二、近江輝子、沖ときお |
| 第6話  | 1985年12月27日 | 「破戒尼殺し」       | 「アリバイは両刃の剣」所収 「破戒尼」       | 篠崎好     | 山根成之 | 佐藤仁哉、榎本ちえ子、江崎和代、西山辰夫 |
| 第7話  | 1986年1月10日  | 「未亡人の寝室の謎」 |                                             | 鴨井達比古 | 井上梅次 | 高田敏江（入江貞子）、高木二朗（西川芳男）、鹿又裕司（内藤伊太郎）、三浦徳子（内藤弥生）、新海なつ（千代）、渕野陽子（美代子）、北川隆一（巡査）、平井靖（小料理屋主人）                       |
| 第8話  | 1986年1月17日  | 「美人妻レイプ裁判」 | 「アリバイは両刃の剣」                      | 津田幸於   | 田中徳三 | 早川雄三、伊藤美由紀、小林芳宏、伊庭剛、沢亜樹 |
| 第9話  | 1986年1月24日  | 「邪淫の争い」       | 「蛇淫の精」所収 「骨肉の争い」             | 篠崎好     | 児玉進   | 岡本富士太（阿部政一）、絵沢萌子（小西照代）、藍ともこ（藤村美智子）、野上哲矢（小西益夫）、浅田祐二（藤村孝）、松尾勝人（桑田）、中塚和代（近所の主婦）、丸尾好広（中野）、古川信雄（運転手） |
| 第10話 | 1986年1月31日  | 「浴室の影」         | 「悪霊の夜明け」所収 「少女の血文字」       | 石森史郎   | 児玉進   | 朝比奈順子、小野進也、上田耕一、吉野由樹子、北見唯一、楠年明 |

- 第3話と第4話の間の1985年12月6日は、ドラマ特番 サントリーミステリースペシャル「澪つくし高校連続殺人事件」放映のため休止
- 第6話と第7話の間の1986年1月3日は、正月特番「当たるトラ年! 今年も大躍進 必殺&タイガース」放映のため休止

### いずれも「火曜ミステリー劇場」枠 テレビスペシャル
全3作品
1作目の舞台は岐阜県高山市に戻る。2作目は同じ岐阜県内ではあるが、郡上市（オンエア当時は郡上郡八幡町）の郡上八幡支部に転任（現実の岐阜地検には存在せず、本庁の管轄である）。3作目は2時間サスペンスドラマのお約束ごと、温泉観光地がある和歌山県の南紀勝浦（現実の和歌山地検には存在せず、隣接する新宮市の新宮支部の管轄）に転任し、赤かぶ検事の若かりし頃のエピソードも描かれる。なお、テレビスペシャル3本すべては、それまでのフィルム撮影からビデオ撮影に変更がなされ、また実質的な製作がそれまでの京都映画撮影所から松竹大船撮影所(1作目のみ松竹京都撮影所製作)にも移り変わって、いままでとは多少ティストの異なるものになってしまっている。1作目の葉子役はかたせ梨乃、2作目以降は美保純。1作目のみに登場する法眼正法役は田中健。このシリーズ以外は全てフィルム撮影で、唯一このシリーズ3作品はVTR撮影された。
メインキャスト
- 柊茂［赤かぶ検事］：フランキー堺
- 柊春子：春川ますみ
- 小池明（検察事務官）：桜金造
- 榊田警部：高峰圭二
- 法眼正則（弁護士）：田中健（第1作）※特別出演
- 柊葉子：かたせ梨乃（第1作）、美保純（第2作、第3作）

ゲスト
第1作「おしゃべり地蔵殺人事件」（1990年）
- 古川明美、柳綾稀子、矢木沢まり、水島新太郎、三浦徳子、紅萬子、森田水絵、川津花、平井靖、加藤正記、池田勝志、山本弘、上田恵子、中西治正、永谷孔、大林丈史、楠利明、木村元

第2作「笑う楊貴妃観音殺人事件」（1990年）
- 加藤亮三：寺泉憲
- 白蘭：水野久美
- 星遥子、井上ユカリ、斎藤絵里、木村栄、伊藤正博、松村彦次郎、久一展也、田口真人、竹村公一、勝美慶子、好永康子、高柳葉子、星野深雪、清水めぐみ

第3作「南紀勝浦温泉殺人迷路 美人看護婦レイプ裁判の謎」（1991年）
- 牧野耕太郎：河原崎建三
- 高沢稀世子：赤座美代子
- 西沢利明、森口瑤子、井上高志、中條郷子、徳永廣美、阿部朋子、高木信夫、城戸卓、光映子、佐藤コージ、小森英明、井殿雅和、福田一也、姉崎公美、永山晶子

スタッフ
- 制作：山内久司（朝日放送）
- プロデューサー：奥田哲雄、福永喜夫（朝日放送）、原克子（松竹）
- 脚本：篠崎好、保利吉紀、鴨井達比古
- 音楽：渡辺岳夫
- 監督：水川淳三、山根成之
- 制作：朝日放送、松竹株式会社

| 話    | 放送日         | サブタイトル                                      | 原作                       | 脚本       | 監督     |
| ----- | -------------- | ------------------------------------------------- | -------------------------- | ---------- | -------- |
| 第1話 | 1990年4月17日  | 「おしゃべり地蔵殺人事件」                        | 「おしゃべり地蔵殺人事件」 | 篠崎好     | 水川淳三 |
| 第2話 | 1990年10月16日 | 「笑う楊貴妃観音殺人事件」                        | 「楊貴妃幻想殺人旅行」     | 保利吉紀   | 山根成之 |
| 第3話 | 1991年2月12日  | 「南紀勝浦温泉殺人迷路 美人看護婦レイプ裁判の謎」 |                            | 鴨井達比古 | 山根成之 |

### 赤かぶ検事の逆転法廷
全11回、1992年1月6日から3月16日まで。
スペシャル版最後の赴任地、和歌山県勝浦から原作の設定にある石川県加賀市の金沢地方検察庁加賀支部に転任（ただしこの支部は実在せず、現実には小松市の小松支部が相当する）。赤かぶ検事初の女性の相棒となる池山早苗警部補役に沖直美、敵役の法眼正法役は石川県出身の御木本伸介。葉子役は引き続き美保純だが、このシリーズでは法廷親子対決はかねてからの信憑性のなさが指摘されて少なくなる。葉子はもっぱら赤かぶ検事の調査の補佐役。他のレギュラーは、テレビスペシャルから起用された小池明検察事務官役の桜金造や榊田一平捜査課長役の高峰圭二がそっくりそのまま移行。
タイトルがテレビウケがいいようにオリジナルなものに変更されたものの、再びフィルム撮影に戻り、また実質的な製作も再び京都映画撮影所に戻って、独特のテイストが戻る。一方で新趣向として、番組開始期の第1話には映画「大霊界」製作やバラエティ番組の霊界ネタで当時話題を呼んでいた丹波哲郎を裁判長役にして赤かぶ検事と対決させ、第2話には学園祭の女王として人気を得ていた千堂あきほが本人役で、第3話はまだアイドル活動期だった田村英里子をメインにしての回で、ゲストのキャスティングに力を入れた。
第6話では、当時放送されていた『必殺仕事人・激突!』とコラボし、赤かぶ検事が中村主水に扮して犯罪者を仕置するシーンがある。これは、今作の助監督に必殺シリーズの助監督を務めていた酒井信行他、必殺シリーズのスタッフが何人も関わっていたことで実現された。実際は夢で女房殺しを立証出来ず、無罪判決で片が付いたことを悔み「この世に必殺仕事人はおらんものか」とぼやいている。なお、このセリフは第2シリーズの第10話のラストシーンでもこの会話が見られる。犯罪者はこの夢を見た翌日交通事故で愛人諸共死亡する結末になっている。
車両協力は、富士重工業（スバル・初代レガシィやレオーネが登場）。また、池山早苗警部補は大型バイク、ヤマハTZRを颯爽と乗り回していて、面食らう赤かぶ検事を後部席に跨がせて事件現場に急行する場面なども挿入された。
メインキャスト
- 柊茂［赤かぶ検事］：フランキー堺
- 柊春子：春川ますみ
- 池山早苗警部補：沖直美
- 法眼正法：御木本伸介
- 小池明検察事務官：桜金造
- 榊田一平捜査課長：高峰圭二
- 寺田和彦：星出光彦
- 佐久間真弓：白鳥美羽
- 野々村裁判長：楠年明[3]
- 柊葉子：美保純

スタッフ
- 制作：山内久司（朝日放送）、櫻井洋三（松竹）
- プロデューサー：福永喜夫（朝日放送）、中嶋等（松竹）
- 脚本：鴨井達比古、田村多津夫、上岡一美、牧野繁、いずみ玲、石村嘉子
- 音楽：渡辺岳夫
- 監督：日高武治、貞永方久、奥村正彦、岡屋龍一、津島勝
- 制作：朝日放送、松竹株式会社

| 話     | 放送日        | サブタイトル                            | 原作                                                        | 脚本       | 監督     | ゲスト                                                   |
| ------ | ------------- | --------------------------------------- | ----------------------------------------------------------- | ---------- | -------- | -------------------------------------------------------- |
| 第1話  | 1992年1月6日  | 「霊界判事!? 登場」                     | 「おしゃべり地蔵殺人事件」所収 「深紅の薔薇は殺しのサイン」 | 鴨井達比古 | 日高武治 | 丹波哲郎、内田直哉、松井紀美江、山内としお               |
| 第2話  | 1992年1月13日 | 「証人はアイドル」                      | 「黒ゆりは殺しのメッセージ」                                | 鴨井達比古 | 日高武治 | 千堂あきほ、横光克彦、斉藤林子                           |
| 第3話  | 1992年1月20日 | 「殺人現場ナマ録音」                    | 「八月十五夜の殺人」所収 「死のひそむ家」                   | 田村多津夫 | 貞永方久 | 田村英里子、立原美穂、水上保広                           |
| 第4話  | 1992年1月27日 | 「容疑者は赤かぶ検事夫人」              | 「容疑者は赤かぶ検事夫人」                                  | 上岡一美   | 貞永方久 | 賀田裕子、石山雄大、吉本真由美、下元年世、ホープ・ユタカ |
| 第5話  | 1992年2月3日  | 「美人霊媒師が死を招く」                | 「おしゃべり地蔵殺人事件」所収 「夢占い入門」               | 牧野繁     | 奥村正彦 | 長谷川香里、森下哲夫、棟里佳、栗原敏                     |
| 第6話  | 1992年2月10日 | 「必殺!? 分身殺人」                     | 「おしゃべり地蔵殺人事件」所収 「分身殺人」                 | 田村多津夫 | 奥村正彦 | 車だん吉、松田重治、松尾勝人、鈴川法子                   |
| 第7話  | 1992年2月17日 | 「殺人宅配便 検事の娘に危機せまる!」    | 「転勤みやげは死体付き」                                    | いずみ玲   | 岡屋龍一 | 栗田よう子、玉城慎太郎、井上ユカリ、西園寺章雄           |
| 第8話  | 1992年2月24日 | 「ロケーション殺人事件 女優謎の転落」   | 「黒ゆりは殺しのメッセージ」所収 「マドンナの涙」           | 上岡一美   | 津島勝   | 光石研、荒木しげる、小野さやか、マキノ佐代子、志乃原良子 |
| 第9話  | 1992年3月2日  | 「竹久夢二の絵から抜け出た女」          | 「迷宮の死者」所収 「狙われた白鳥」                         | 田村多津夫 | 津島勝   | 松本留美、石倉英彦、山崎博之、神原千夏、湖条千秋         |
| 第10話 | 1992年3月9日  | 「検事トリカブトに狙われる」            | 「容疑者は赤かぶ検事夫人」所収 「ソクラテスの毒薬」         | 石村嘉子   | 日高武治 | 桂木梨江、上田亜矢子、檜よしえ、松村康世、朝日完記       |
| 第11話 | 1992年3月16日 | 「検事夫人は 名バイオリニストの化身!?」 | 「血の眠り」                                                | 牧野繁     | 日高武治 | 佐竹明夫、井上高志、西初恵、畠中美貴、松村直美           |

### ソフト化情報
2006年4月21日に「赤かぶ検事奮戦記I」、翌5月25日に「赤かぶ検事奮戦記II」がDVD-BOXとして発売。発売はビデオ・パック・ニッポン、販売はジェネオンエンタテインメント。第3シリーズ以降は未発売。

### 関連作品
- ザ・ハングマンシリーズ
- 京都マル秘指令 ザ新選組
- 京都妖怪地図
- 京都殺人案内